# Athetis albisignata
Athetis albisignata är en fjärilsart som beskrevs av Charles Oberthür 1879. Athetis albisignata ingår i släktet Athetis och familjen nattflyn. Inga underarter finns listade i Catalogue of Life.